# Скрюмир
Скрю́мир (также Скри́мир, др.-сканд. Skrýmir) — в скандинавской мифологии великан, облик которого принял Утгарда-Локи.

## Этимология
Skrýmir обычно переводится как «хвастун». Сходные переводы встречаются и в других европейских языках (нем. Prahler, Angeber). Вместе с тем можно встретить толкование этого имени как «выглядящий большим» (англ. Big-looking) или «пугающий».

## Скрюмир в Эдде
О Скрюмире повествует «Младшая Эдда» («Видение Гюльви», часть 45), где говорится о путешествии асов в Утгард. Когда бог грома Тор и трое его попутчиков решили остановиться на ночлег в незнакомом просторном доме, посреди ночи случилось сильное землетрясение, заставившее их забиться в пристройку по правую сторону дома. Поутру Тор выбрался наружу и увидел человека «росту немалого», который громко храпел и был причиной сотрясения земли. А то, что путники в темноте приняли за дом с пристройкой, оказалось его рукавицей с большим пальцем. Проснувшись, незнакомец представился Скрюмиром и предложил сопроводить Тора в Утгард и даже нести все припасы в своей котомке. Остановившись поздно вечером на привал, Скрюмир сразу же уснул, а Тор и его спутники вынуждены были остаться голодными, потому что так и не смогли развязать его котомку. Вне себя от гнева Тор трижды в течение ночи бил в голову спящего великана своим молотом Мьёльниром, а тот спросонья принимал его удары за упавшие с дерева лист, жёлудь и сучок. На следующее утро Скрюмир указал Тору дорогу в Утгард, а сам пошёл своим путём. «И не сказано, чтобы асы пожелали скоро с ним свидеться».
В части 47 автор повествования сообщает, что позднее, уже при прощании со своими гостями, конунг Утгарда по имени Утгарда-Локи признался, что сам принял облик Скрюмира и каждый раз незаметно поставлял скалу под удар Тора. А котомка его «была стянута путами из волшебного железа», которые богу не удалось распутать. После этих слов великан и его город бесследно исчезли, не оставив Тору никакого шанса отомстить за подобный обман.

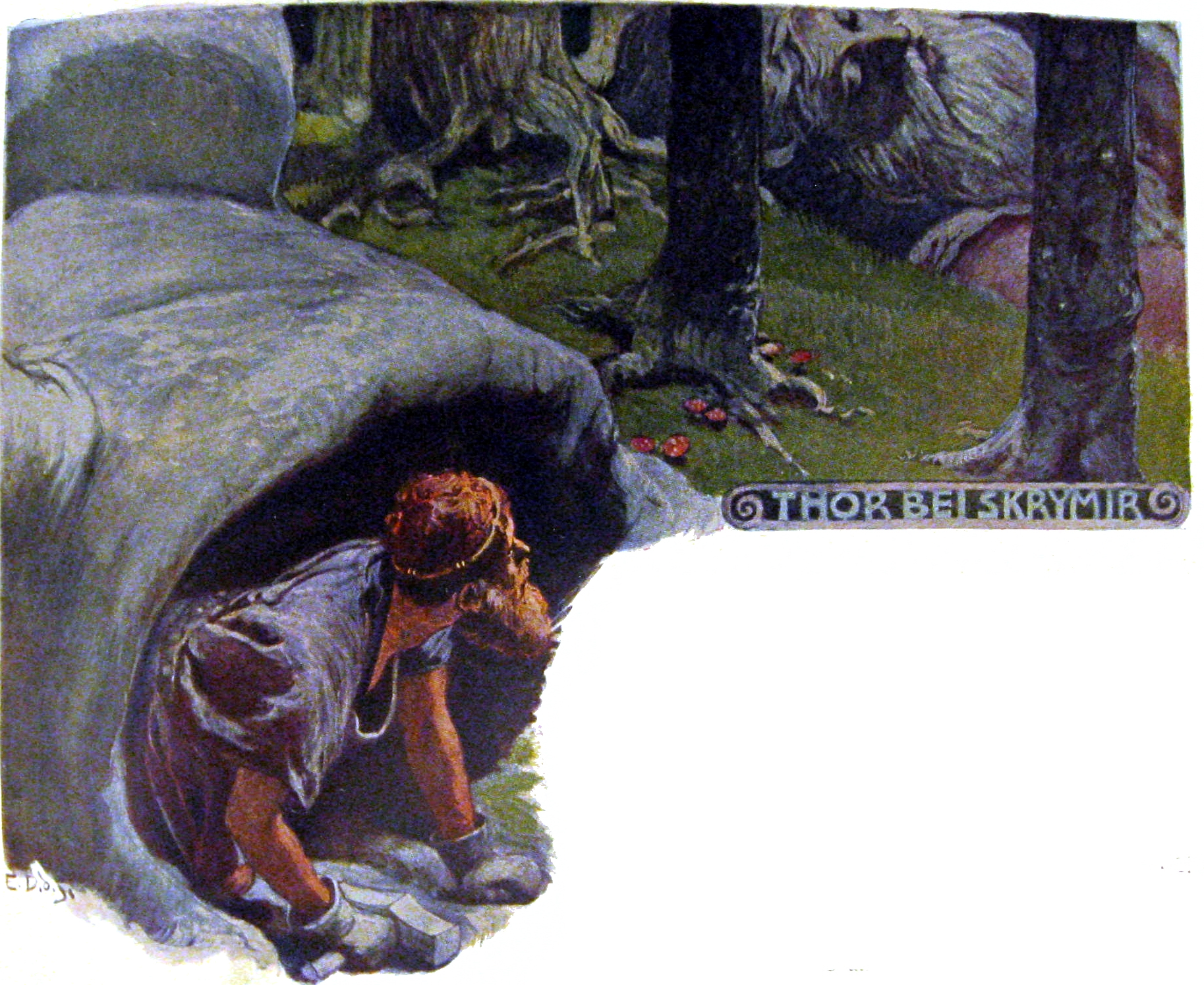
Тор в рукавице Скрюмира

В «Старшей Эдде» Тору дважды напоминают об этом неприятном для него эпизоде. Сначала это делает Один в облике Харбарда, перевозчика с лодкой («Песнь о Харбарде», строфа 26):

«У Тора — сила,

да духу мало:

с испугу, со страху

в варежку влез —

аж забыл, что Тором зовется, —

дыхнуть боялся,

так испугался,

не храпел, не пердел,

лишь бы Фьялара не разбудить» (здесь Скрюмир почему-то назван Фьяларом)

Второй раз о том же говорит Локи в строфах 60 и 62 «Перебранки Локи», добавляя:

«Скрюмира были

крепки ремни,

до еды не достать —

от голода гиб ты»

В «Списке имён», завершающем «Младшую Эдду», Снорри Стурлусон, перечисляя всех великанов, среди прочих ещё раз упоминает Скрюмира.

## Интерпретации и мнения

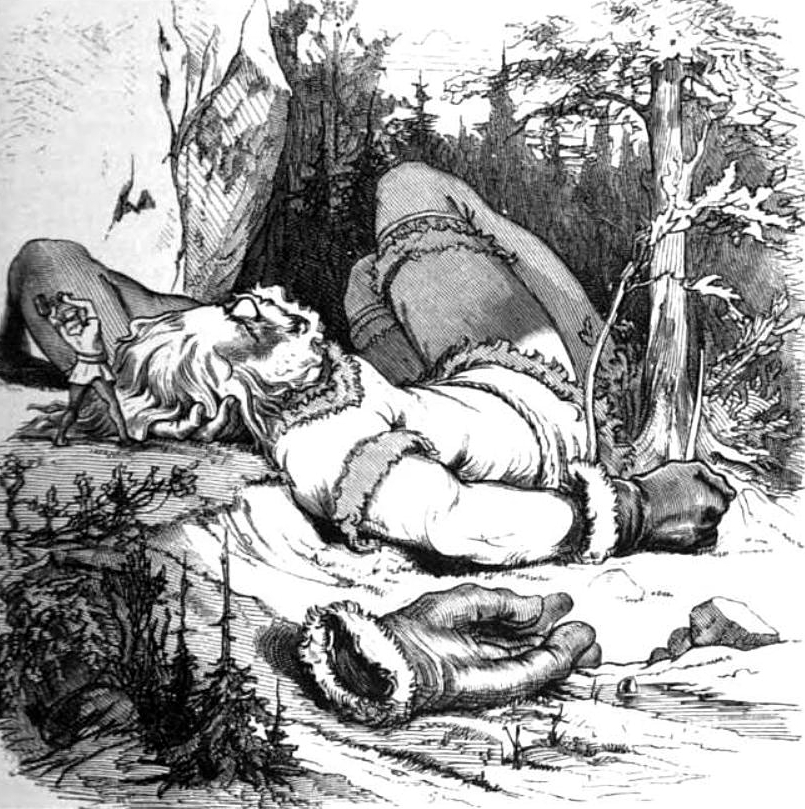
Тор пытается убить Скрюмира во сне

Описываемые в Эдде попытки Тора убить спящего Скрюмира, которые не делали чести победоносному богу грозы, могут быть вызваны представлениями о непредсказуемости разряда молнии. Его неудача объяснима, если принять интерпретацию Скрюмира-Утгарда-Локи не как великана, а потустороннего божества, правящего в мире, где асы оказываются беспомощными. Невосприимчивость Скрюмира к ударам Тора первоначально должна была указывать на принадлежность великана к той части мира, где пребывают  умершие. Это, по-видимому, единственный случай, описываемый в Эдде, когда Мьёльнир так и не поразил свою цель. Закрытая котомка Скрюмира, которую Тор так и не может открыть, согласно одной из гипотез олицетворяет непреодолимую силу сковывающей землю зимы и скудость пропитания в это время года.
Хотя в тексте Эдды говорится, что Утгарда-Локи предстал перед Тором и его спутниками в образе великана под именем Скрюмир, существует и прямо противоположная точка зрения, утверждающая, что именно Скрюмир — настоящее имя повелителя великанов Утгарда, а Утгарда-Локи — всего лишь его титул, означающий не более, чем «маг из Утгарда».
На близкое сходство сюжетов встречи Скрюмира с Тором и Святогора с Ильёй Муромцем (сидевшего у великана в кармане) указывал ещё известный российский учёный Орест Фёдорович Миллер, по мнению которого храп Скрюмира олицетворяет собою гром, а его перчатка — тучу, в которой прячется Тор как персонификация молнии. Проводится также параллель между Скрюмиром, помощником богов в поиске пути в Утгард, и персонажами греческих мифов Финеем, Телефом и Нереем, указывающими героям верную дорогу к их цели.
Считается, что меч Стейнара, одного из героев «Саги о Кормаке», был назван в честь Скрюмира.